# Simone da Colle di Val d'Elsa
Simone da Colle di Val d'Elsa (Colle di Val d'Elsa, ... – XIV secolo) è stato un orafo e scultore italiano.

## Biografia
Le note biografiche sull'artista sono molto scarse. Si sa che nel 1401 partecipò con Filippo Brunelleschi, Jacopo della Quercia, Niccolò di Piero Lamberti, Francesco di Valdambrino e Niccolò di Luca Spinelli al concorso organizzato dall'Arte di Calimala per i rilievi della seconda porta del Battistero di San Giovanni di Firenze, vinto poi da Lorenzo Ghiberti.
In alcuni documenti è citato come "Simone de' bronzi". Di lui non è stata identificata alcuna opera.